# Casa Lamote de Grignon
La casa Lamote de Grignon és un edifici de Tortosa (Baix Ebre) protegit com a bé cultural d'interès local.

## Descripció
És un edifici entre mitgeres situat a la confluència dels carrers de l'Àngel i de Montcada, al centre tradicionalment comercial de la ciutat. Consta de planta baixa i tres pisos. L'interior ha estat modificat (1989) per adaptar-lo a comerços i oficines, i se n'ha perdut la distribució original. La façana, arrebossada i amb guixeries fent relleus modernistes, s'ha conservat tant en la decoració com en la distribució. A la planta baixa i el primer pis el parament simula carreus. Les obertures són allindades. A la planta baixa, la porta central presenta un coronament en forma de frontó semicircular i un emmarcament decoratiu simulant formes vegetals. La resta d'obertures s'han adaptat com a magatzems.

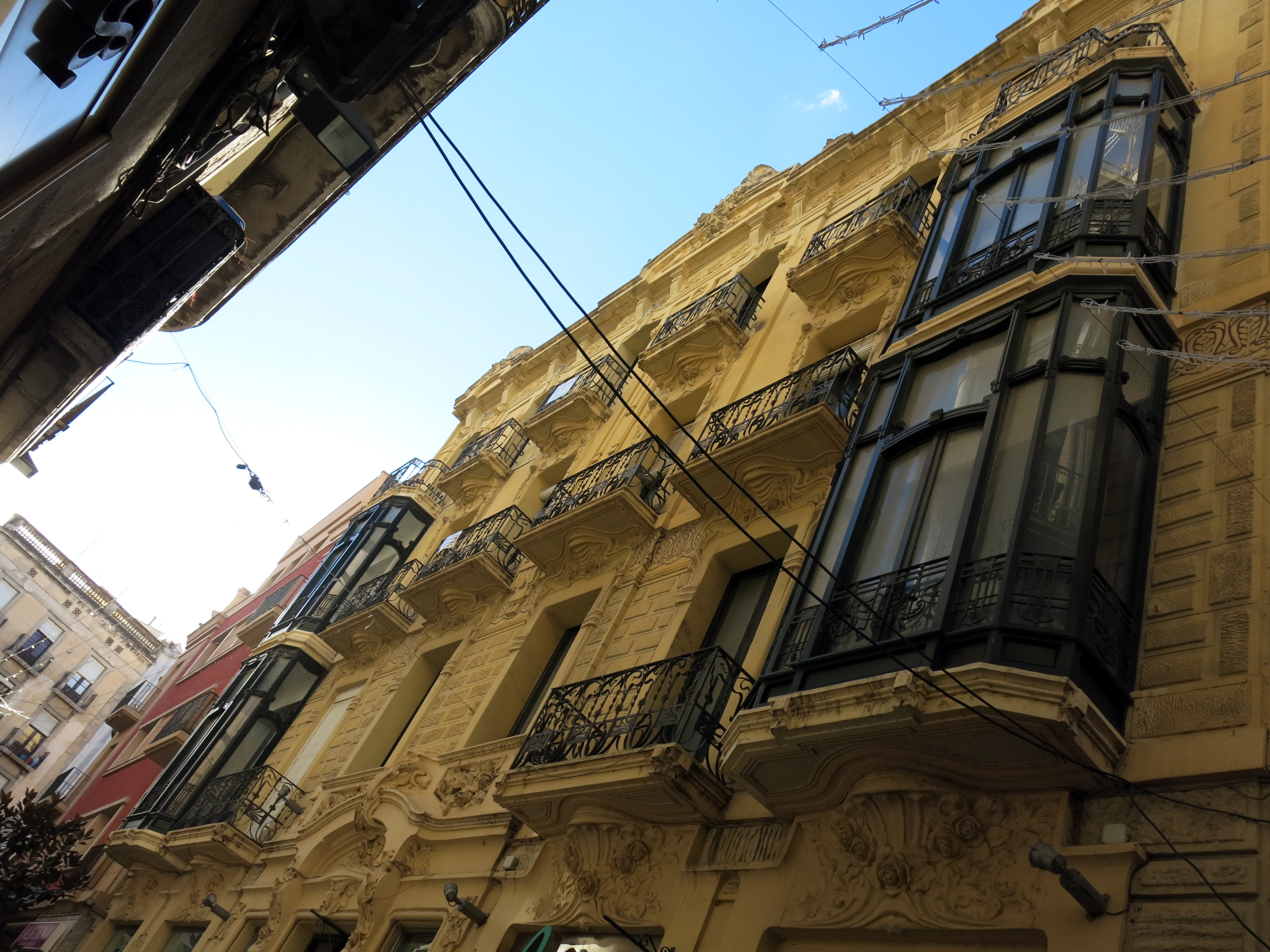
Detall de la tribuna

Als pisos superiors la decoració, del mateix tipus, se centra en els emmarcaments de balcons i línies de separació de pisos. El remat superior, en forma de fris també decorat, presenta un frontó semicircular central rematat per un oval amb emmarcament decoratiu de record barroc.
En els dos extrems laterals de façana els pisos primer i segon s'obren mitjançant tribunes de fusta de perfil mixtilini.